# Allium lopadusanum
Allium lopadusanum là một loài thực vật có hoa trong họ Amaryllidaceae. Loài này được Bartolo, Brullo & Pavone mô tả khoa học đầu tiên năm 1986.